# Seneca Falls (CDP)
Seneca Falls est une census-designated place du comté de Seneca, dans l'État de New York, aux États-Unis,. En 2020, elle compte une population de 6 809 habitants.